# Muqi Fachang
Mu Qi ou Mu Xi nom laïc, Fachang nom bouddhiste (1210? – 1269?) (Wade-Giles : Mu-Fa-ch'i Ch'ang) ((ja) : 牧谿) est un moine bouddhique chán chinois et un peintre célèbre du XIIIe siècle.

## Biographie
Muqi Fachang vécut à la fin de la dynastie Song du Sud. Son nom de famille est peut-être Xue ; Muqi est un hao ou pseudonyme, et Fachang un nom monastique. Muqi pourrait être originaire de la ville de Kaifeng dans la province du Hunan. Il est aussi possible qu'il soit du Sichuan. Une peinture le représentant porte la mention : « moine de Shu » (Sichuan). Il a étudié à l'origine au monastère Wan-nian sur le mont Wutai.
Muqi a été sans doute attiré par la beauté du lac de l'Ouest à Hangzhou et redonné vie au monastère abandonné du temple Liutong en 1215. Il aurait été le disciple de Wuzhun Shifan (1178-1269). Le monastère a ensuite sa place dans l'âge d'or de la peinture chinoise monochrome à l'encre, inspirée par le bouddhisme Chan (zen). Le chef-d'œuvre de Muqi est le Guanyin vêtu de blanc, dont une copie est conservée dans le temple Daitokuji à Kyoto au Japon. Cette peinture et d'autres ont eu une profonde influence sur le développement postérieur de la peinture à l'encre au Japon même. Les œuvres de Muqi couvrent une large gamme de sujets, dont des portraits, des paysages, et des natures mortes.
Les idéaux esthétiques de Muqi et d'autres artistes zen ont été éclipsés par l'émergence de l'esthétique littéraire en peinture. Pourtant, même au début de la période Ming, ses œuvres étaient encore copiées (comme en témoigne le Guanyin en robe blanche ci-contre).

### Livres
- Toda Tadasuke, Mokkei et Gyokkan, grande collection de peintures à l'encre d'Inde, t. 3, Kodansha, 1973.

### Articles
- Shen Moujian, Encyclopedia of Chinese artists (Zhongguo meishu jia renming cidian), Shanghai, p. 540.
- Sickman et Soper, The Pelican history of art, Middlesex, 1956, p. 260-3.
- Jane Turner (éditeur), The dictionary of art, , Macmillan, 1996, vol. 22, p. 325-6.